# Екатеринбургское благотворительное общество

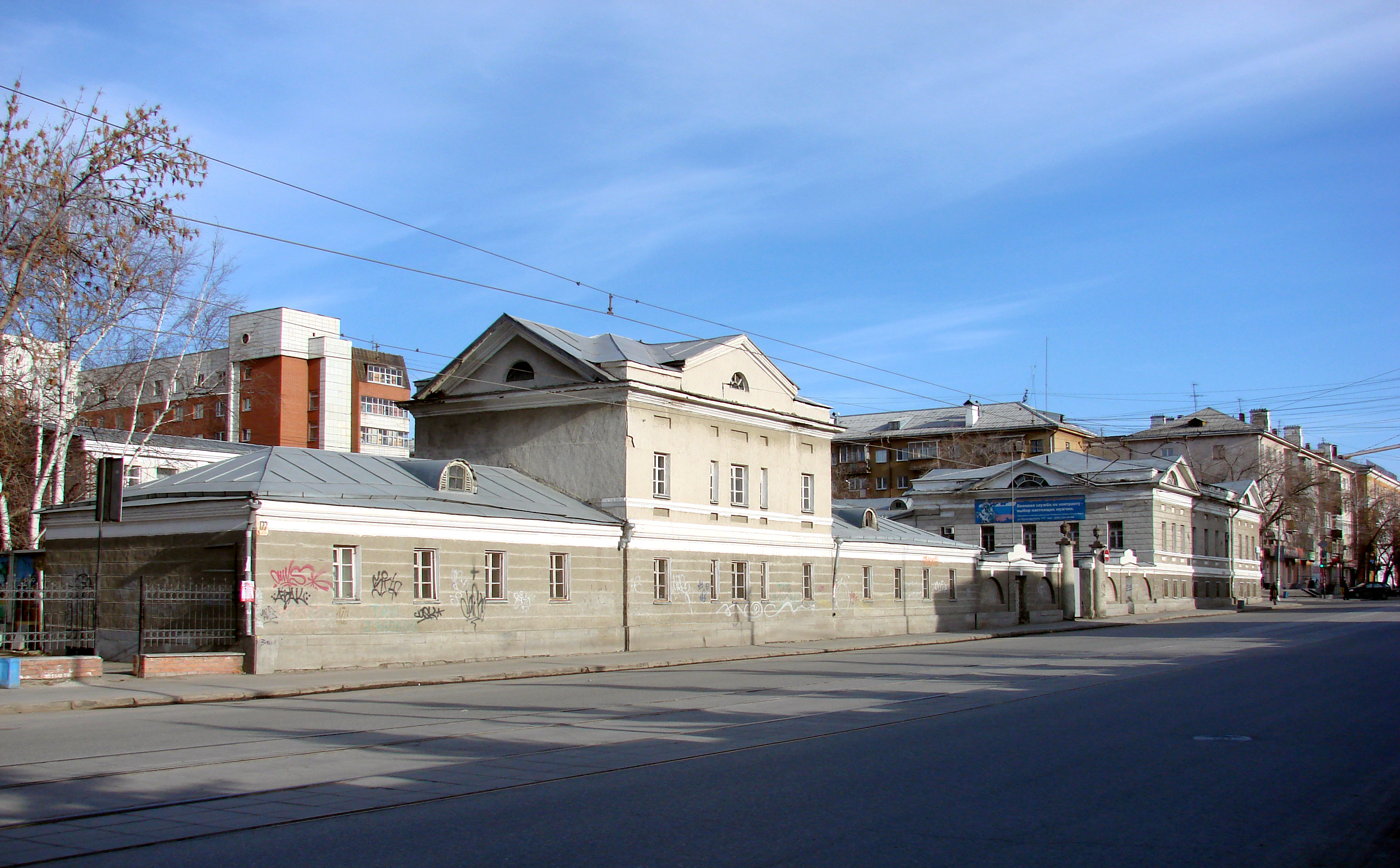
Здание детского убежища

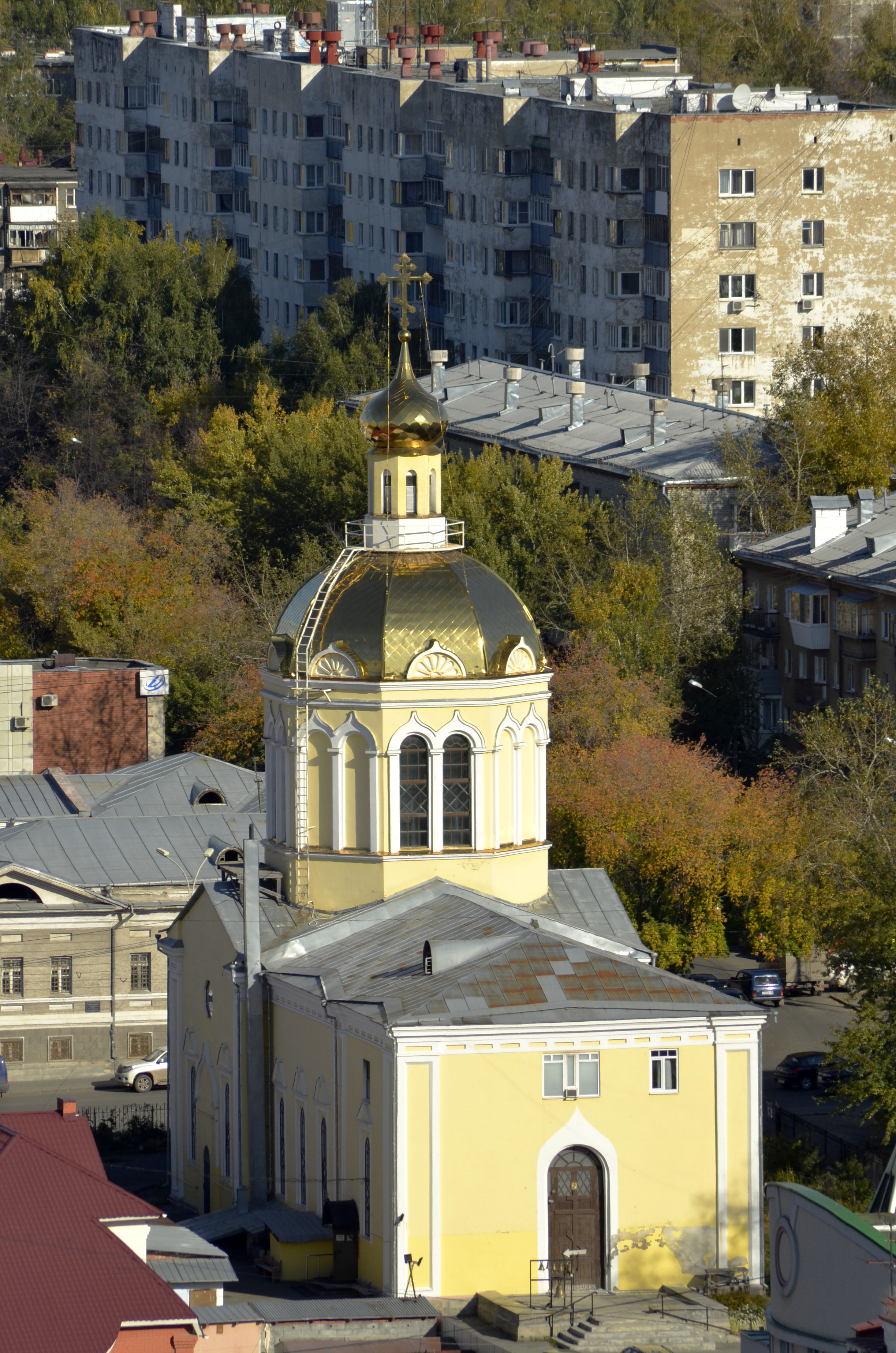
Крестовоздвиженская церковь в Екатеринбурге

Екатеринбу́ргское благотвори́тельное о́бщество — общественная организация, основанная в Екатеринбурге в 1869 году. Члены общества оказывали помощь нуждающимся жителям города. В 1870 году под эгидой общества в городе было создано детское убежище, при котором впоследствии были открыты школы и мастерские для детей и взрослых. После Октябрьской революции общество было ликвидировано.

## История
Благотворительное общество было основано в Екатеринбурге в 1869 году с целью сбора средств для помощи нуждающимся. Административно организация подчинялась Министерству внутренних дел. Основой для начала деятельности послужила созданная ранее В. А. Глинкой вспомогательная касса, в которую поступали пожертвования частных лиц и сборы на благотворительных спектаклях. Для организации работы по выделению помощи город разделили на участки, за каждым из которых была закреплена попечительница. Их число в разные периоды составляло от 8 до 13 человек.

### Структура и члены общества
В разные периоды времени число членов благотворительного общества изменялось от десятков (в 1871 году в состав общества входили 27 человек) до двух сотен человек. Первоначальный состав общества был сформирован из его учредителей. Позднее почётные и действительные члены, а также сотрудники общества избирались его общим собранием. Без избрания звание почётного члена давалось первосвященнику, губернатору и начальнику уральских горных заводов. Членами общества были как отдельные граждане, среди которых были местные купцы И. К. Анфиногенов, братья Агафуровы, Гребеньковы, Корольковы, Злоказовы, Степановы, Ятесы, так и коллективные организации: акционерное общество «Сименс и Гальске», Русско-Азиатский банк, товарищества «Братья Макаровы», «Проводник», «Губкин-Кузнецов», «В. Высоцкий и Ко» и «Наследники А. Ф. Поклевского-Козелл».
Распространённым явлением в деятельности общественных организаций Екатеринбурга в XIX — начале XX века было семейное членство. Так, в 1869 году председателем комитета благотворительного общества была Ольга Борисовна Строльман, а его членом Алексей Петрович Строльман; членами общества были супруги Лидия Петровна (участковая попечительница) и Дмитрий Фёдорович (казначей) Пестеревы, Елизавета Августовна (участковая попечительница) и Фёдор Логинович (член общественного комитета) Миллеры.
Члены общества часто совмещали деятельность в нём с участием в других общественных организациях. Николай Александрович Русских, врач Детского убежища и яслей, также занимал должности председателя окружного правления Императорского Всероссийского общества спасения на водах и председателя Уральского медицинского общества.
В конце 1880-х годов председателем общества была Клепинина Н. Н., секретарём — Спасский С. С., казначеем — Михайлов П. Е. В этот период в обществе состояли 7 участковых попечительниц.
Управление обществом осуществлял Комитет общества и общее собрание членов общества. В состав избираемого общим собранием комитета входил председатель, участковые попечительницы и несколько членов общества. Председатель комитета наделялся полномочиями руководителя общества. Наиболее длительное время председательницами общества были Н. А. Протасова и М. А. Покровская.

## Детское убежище

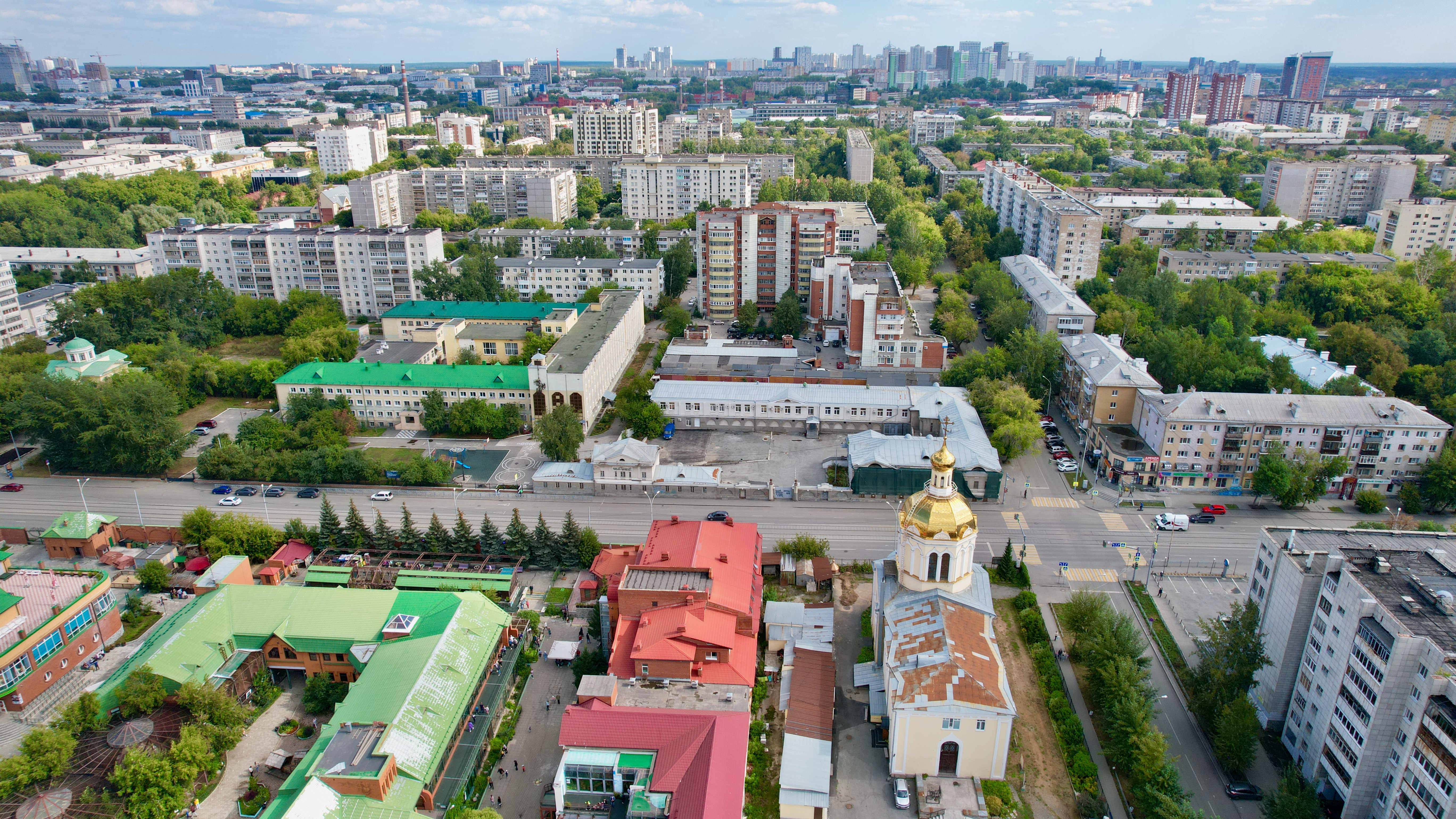
Вид с высоты на детское убежище и Крестовоздвиженскую церковь (на ближнем плане)